# Čin (kazalište)
Čin, dio kazališne predstave, opere, glazbenog komada i sl. Koristi se i riječ akt. Primjer: komedija u tri čina. Čin može biti određen elementima kao što su zaplet, vrhunac i rasplet. Scena je dio čina definiran promjenom likova.
Čin je dio kazališnog djela, filma, opere i komada u glazbenom kazalištu. Riječ se također može koristiti za glavne dijelove medijskih formi, poput emisija, televizijskih programa, te kod izvedbi u glazbenim dvoranama i kabareima. Pojam se može odnositi na podjelu unutar djela dramatičara (obično se sastoji od više scena) ili se odnosi na dio analize za podjelu dramskog djela u nizove.
U kazalištu se tijekom izvedbe predstave između činova može napraviti pauza, za vrijeme koje gledatelji mogu i izaći iz gledališta. Ako predstava to zahtijeva, kazališni djelatnici će tijekom pauze iza spuštenog zastora promijeniti izgled scene.